# Boulleret
Boulleret is een gemeente in het Franse departement Cher (regio Centre-Val de Loire). De plaats maakt deel uit van het arrondissement Bourges. Boulleret telde op 1 januari 2022 1.389 inwoners.

## Geografie
De oppervlakte van Boulleret bedroeg op 1 januari 2022 32,71 vierkante kilometer; de bevolkingsdichtheid was toen 42,5 inwoners per km².
De onderstaande kaart toont de ligging van Boulleret met de belangrijkste infrastructuur en aangrenzende gemeenten.

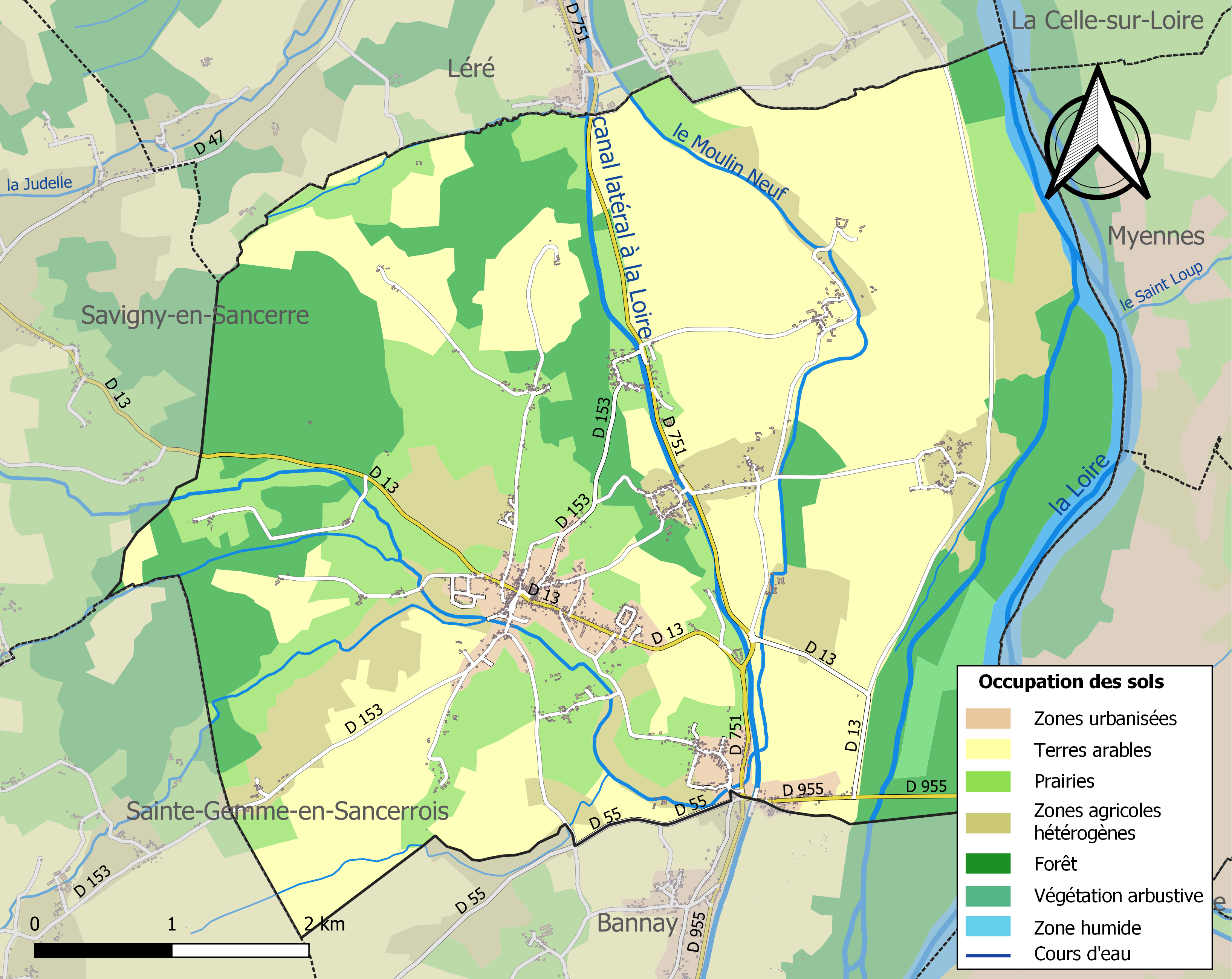

## Demografie
Onderstaande figuur toont het verloop van het inwonertal (bron: INSEE-tellingen).